# مجيد طوبيا
مجيد إسحق طوبيا (25 مارس 1938 - 7 أبريل 2022) هو روائي وأديب مصري. ولد في المنيا بمصر. حاصل على درجة بكالوريوس في الرياضة والتربية من كلية المعلمين في القاهرة عام 1960، ودبلوم معهد السيناريو عام 1970، ودبلوم الدراسات العليا بالإخراج السينمائي من معهد السينما بالقاهرة عام 1972.
مجيد حاصل على وسام العلوم والفنون من الطبقة الأولى عام 1979، وجائزة الدولة التشجيعية في الآداب من المجلس الأعلى لرعاية الفنون والآداب والعلوم الاجتماعية في نفس العام. بالإضافة لجائزة الدولة التقديرية للآداب عام 2014.

## أعماله
من أهم أعماله:
- فوستوك يصل إلى القمر (قصص)
- خمس جرائد لم تقرأ (قصص)
- الأيام التالية (قصص)
- دوائر عدم الإمكان (رواية)، منشورات اتحاد الكتاب العرب، دمشق، 1972
- الهؤلاء (رواية)
- غرائب الملوك ودسائس البنوك (دراسة)
- الوليف (رواية)
- غرفة المصادفة الأرضية (رواية)
- مغامرات عجيبة (رواية للأطفال)
- حنان (رواية)
- عذراء الغروب (رواية)
- الحادثة التي جرت
- تغريبة بني حتحوت إلى بلاد الشمال (رواية)
- تغريبة بني حتحوت إلى بلاد الجنوب (رواية)
- التاريخ العريق للحمير (كتاب) (مقالات هزلية)
- مؤتمرات الحريم وحكايات أخرى
- عطر القناديل (عن يحيى حقي وعصره)، القاهرة، عام 1999
- بنك الضحك الدولي (مسرحية هزلية)
- تغريبة بني حتحوت (الرواية الكاملة)، 63 في قائمة اتحاد الكتاب العرب أفضل مائة رواية عربية[4]
- الراية والبراءة
- الهؤلاء

### في السينما
- أبناء الصمت، إخراج محمد راضي
- حكاية من بلدنا، إخراج حلمي حليم
- قفص الحريم، إخراج حسين كمال

## كتب عنه
- خليل الشيخ، التاريخي والأسطوري في تغريبة بني حتحوت لمجيد طوبيا في: الرواية و التاريخ، المجلس الأعلى للثقافة، القاهرة 2005.

## روابط خارجية
- مجيد طوبيا على موقع أرشيف الشارخ.
- مجيد طوبيا على موقع الدهليز
- مجيد طوبيا على موقع قاعدة بيانات الأفلام العربية